# Édouard Mendy
Édouard Osoque Mendy (Montivilliers, 1º marzo 1992) è un calciatore francese naturalizzato senegalese, portiere dell'Al-Ahli e della nazionale senegalese, con la quale ha vinto la Coppa d'Africa nel 2022.

## Biografia
Nato a Montivilliers da padre guineense e madre senegalese, è cugino del calciatore Ferland Mendy.

## Caratteristiche tecniche
Dal fisico allungato e longilineo è anche abile in uscita e comunica molto con la difesa, oltre a disporre di buoni riflessi. Si distingue anche per la sua bravura nel gioco coi piedi.

## Carriera

### Club

#### Inizi
Dopo aver mosso i primi passi nelle giovanili di Le Havre e CS Municipaux Le Havre, nel 2011 passa al Cherbourg. Esordisce in prima squadra il 23 marzo 2012, in occasione della partita vinta per 1-0 contro l'Épinal nel Championnat National (la terza serie del campionato francese). Resta al Cherbourg fino all'estate 2014, quando rimane senza contratto. Dopo un anno da svincolato, in cui ha fallito tre provini con Ajaccio, Tolosa e Paris FC, nell'agosto 2015 viene ingaggiato dall'Olympique Marsiglia, che lo aggrega alla squadra riserve, non riuscendo ad esordire in prima squadra.

#### Reims e Rennes
Nel 2016 si trasferisce a titolo gratuito allo Stade Reims, club militante in Ligue 2. Dalla seconda stagione diventa il titolare della squadra, contribuendo alla vittoria del campionato nella stagione 2017-2018 con conseguente promozione in massima serie francese, viene inoltre premiato come miglior portiere del campionato. L'anno successivo esordisce in Ligue 1, disputando tutte le partite, contribuendo alla salvezza del club.
Il 6 agosto 2019 viene acquistato per 7,5 milioni dal Rennes, dove gioca 24 partite in campionato raggiungendo un piazzamento in Champions, il primo nella storia dei rossoneri, a cui lui ha dato il proprio contributo tenendo la porta inviolata 9 volte e subendo 19 gol in 24 gare disputate. A fine stagione viene premiato come miglior portiere del campionato.

#### Chelsea

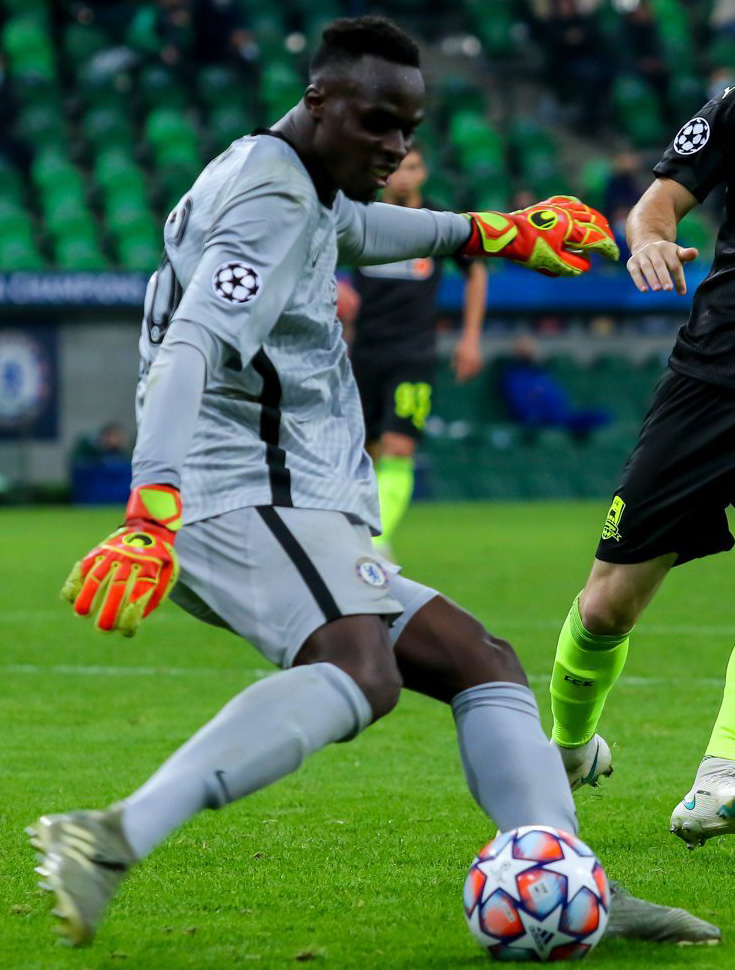
Mendy al Chelsea nel 2020

Il 24 settembre 2020 viene ceduto per 24 milioni di euro a titolo definitivo al Chelsea, che lo acquista su consiglio di Petr Čech. Cinque giorni dopo debutta con il club in Coppa di Lega contro il Tottenham; la sfida si conclude sull'1-1 andando ai rigori, senza però parare nessuno dei rigori degli spurs che eliminano così i blues. Il 3 ottobre invece esordisce in campionato nel successo per 4-0 contro il Crystal Palace. Diventa titolare sin da subito dei londinesi fornendo buone prestazioni, contribuendo alla vittoria dei blues in Champions. Al contempo è arrivato al punto di contendere a Ederson ed Alisson Becker il riconoscimento di guanto d'oro della Premier League. Tuttavia a vincere sarà Ederson.. Arriva inoltre secondo nella classifica del Trofeo Jašin, che premia il miglior portiere dell'anno, su dieci partecipanti totali.

#### Al-Ahli
Il 28 giugno 2023 viene ceduto a titolo definitivo per 16 milioni di sterline all'Al-Ahli, squadra neopromossa nella massima divisione saudita con cui sottoscrive un contratto triennale.

### Nazionale
Nel novembre 2016 viene convocato per la prima volta dalla Guinea-Bissau, nonostante potesse essere convocato anche dalla Francia e dal Senegal, in vista delle amichevoli non ufficiali contro i club portoghesi del Belenenses e dell'Estoril Praia. Nel 2017 viene inserito nella lista dei pre-convocati per la Coppa d'Africa 2017, salvo rifiutare per giocare con il Senegal.
Successivamente ha optato di rappresentare la nazionale senegalese, con cui ha esordito il 17 novembre 2018 nella partita di qualificazione alla Coppa d'Africa 2019 vinta per 1-0 in casa della Guinea Equatoriale. Da lì in poi diventa titolare del Senegal venendo poi convocato per la Coppa d'Africa, in cui gioca le prime 3 partite da titolare salvo poi saltare le restanti a causa di un infortunio. lui è stato sostituito da Alfred Gomis (che a sua volta ha sostituito Mendy quando dopo che ha lasciato il Rennes), e i senegalesi sono arrivati sino in finale perdendo contro l'Algeria; in quest'ultima partita Mendy era stato convocato perché si era appena ripreso dall'infortunio, ma non è stato impiegato.
Convocato anche per l'edizione del 2021, dopo avere saltato le prime 2 partite a causa del COVID-19, torna a essere il titolare e raggiunge la finale con il Senegal; in questa partita i senegalesi affrontano l'Egitto e la gara si protrae sino ai calci di rigore, in cui Mendy è protagonista parando due rigori, contribuendo così alla vittoria della prima Coppa d'Africa nella storia del Senegal.
Nel 2022 partecipa al campionato del mondo, dove il Senegal raggiunge dopo vent'anni gli ottavi di finale, in cui viene eliminato dall'Inghilterra.

## Statistiche

### Presenze e reti nei club
Statistiche aggiornate al 26 maggio 2025.
| Stagione           | Squadra               | Campionato         | Campionato | Campionato | Coppe nazionali | Coppe nazionali | Coppe nazionali | Coppe continentali | Coppe continentali | Coppe continentali | Altre coppe | Altre coppe | Altre coppe | Totale | Totale |
| Stagione           | Squadra               | Comp               | Pres       | Reti       | Comp            | Pres            | Reti            | Comp               | Pres               | Reti               | Comp        | Pres        | Reti        | Pres   | Reti   |
| ------------------ | --------------------- | ------------------ | ---------- | ---------- | --------------- | --------------- | --------------- | ------------------ | ------------------ | ------------------ | ----------- | ----------- | ----------- | ------ | ------ |
| 2011-2012          | Cherbourg             | CN                 | 5          | -8         | CF              | 0               | 0               | -                  | -                  | -                  | -           | -           | -           | 5      | -8     |
| 2012-2013          | Cherbourg             | CN                 | 3          | -5         | CF              | 0               | 0               | -                  | -                  | -                  | -           | -           | -           | 3      | -5     |
| 2013-2014          | Cherbourg             | CFA                | 18         | -26        | CF              | 0               | 0               | -                  | -                  | -                  | -           | -           | -           | 18     | -26    |
| Totale Cherbourg   | Totale Cherbourg      | Totale Cherbourg   | 26         | -39        |                 | 0               | 0               |                    | -                  | -                  |             | -           | -           | 26     | -39    |
| 2015-2016          | Olympique Marsiglia 2 | CFA                | 8          | -10        | -               | -               | -               | -                  | -                  | -                  | -           | -           | -           | 8      | -10    |
| 2016-2017          | Stade Reims 2         | CFA                | 1          | 0          | -               | -               | -               | -                  | -                  | -                  | -           | -           | -           | 1      | 0      |
| 2016-2017          | Stade Reims           | L2                 | 8          | -10        | CF+CdL          | 2+1             | -2 + -5         | -                  | -                  | -                  | -           | -           | -           | 11     | -17    |
| 2017-2018          | Stade Reims           | L2                 | 34         | -22        | CF+CdL          | 0               | 0               | -                  | -                  | -                  | -           | -           | -           | 34     | -22    |
| 2018-2019          | Stade Reims           | L1                 | 38         | -42        | CF+CdL          | 2+1             | -4 + -1         | -                  | -                  | -                  | -           | -           | -           | 41     | -47    |
| Totale Stade Reims | Totale Stade Reims    | Totale Stade Reims | 80         | -74        |                 | 6               | -12             |                    | -                  | -                  |             | -           | -           | 86     | -86    |
| 2019-2020          | Rennes                | L1                 | 25         | -20        | CF+CdL          | 5+0             | -6              | UEL                | 4                  | -6                 | -           | -           | -           | 34     | -32    |
| 2020-2021          | Chelsea               | PL                 | 31         | -25        | FACup+CdL       | 0+1             | -1              | UCL                | 12                 | -3                 | -           | -           | -           | 44     | -29    |
| 2021-2022          | Chelsea               | PL                 | 34         | -31        | FACup+CdL       | 3+1             | 0               | UCL                | 9                  | -7                 | SU+Cmc      | 1+1         | -1 + -1     | 49     | -40    |
| 2022-2023          | Chelsea               | PL                 | 10         | -14        | FACup+CdL       | 0+1             | -2              | UCL                | 1                  | -1                 | -           | -           | -           | 12     | -17    |
| Totale Chelsea     | Totale Chelsea        | Totale Chelsea     | 75         | -70        |                 | 6               | -3              |                    | 22                 | -11                |             | 2           | -2          | 105    | -86    |
| 2023-2024          | Al-Ahli               | SPL                | 33         | -33        | KC              | 2               | -4              | -                  | -                  | -                  | -           | -           | -           | 35     | -37    |
| 2024-2025          | Al-Ahli               | SPL                | 28         | -26        | KC              | 1               | -2              | ACL                | 9                  | -8                 | SS          | 1           | -1          | 39     | -37    |
| Totale Al Ahli     | Totale Al Ahli        | Totale Al Ahli     | 61         | -59        |                 | 3               | -6              |                    | 9                  | -8                 |             | 1           | -1          | 74     | -74    |
| Totale carriera    | Totale carriera       | Totale carriera    | 276        | -272       |                 | 20              | -27             |                    | 35                 | -25                |             | 3           | -3          | 334    | -327   |

### Cronologia presenze e reti in nazionale
| Cronologia completa delle presenze e delle reti in nazionale ― Senegal | Cronologia completa delle presenze e delle reti in nazionale ― Senegal | Cronologia completa delle presenze e delle reti in nazionale ― Senegal | Cronologia completa delle presenze e delle reti in nazionale ― Senegal | Cronologia completa delle presenze e delle reti in nazionale ― Senegal | Cronologia completa delle presenze e delle reti in nazionale ― Senegal | Cronologia completa delle presenze e delle reti in nazionale ― Senegal | Cronologia completa delle presenze e delle reti in nazionale ― Senegal |
| Data                                                                   | Città                                                                  | In casa                                                                | Risultato                                                              | Ospiti                                                                 | Competizione                                                           | Reti                                                                   | Note                                                                   |
| ---------------------------------------------------------------------- | ---------------------------------------------------------------------- | ---------------------------------------------------------------------- | ---------------------------------------------------------------------- | ---------------------------------------------------------------------- | ---------------------------------------------------------------------- | ---------------------------------------------------------------------- | ---------------------------------------------------------------------- |
| 17-11-2018                                                             | Bata                                                                   | Guinea Equatoriale                                                     | 0 – 1                                                                  | Senegal                                                                | Qual. Coppa d'Africa 2019                                              | -                                                                      |                                                                        |
| 23-3-2019                                                              | Dakar                                                                  | Senegal                                                                | 2 – 0                                                                  | Madagascar                                                             | Qual. Coppa d'Africa 2019                                              | -                                                                      |                                                                        |
| 16-6-2019                                                              | Ismailia                                                               | Senegal                                                                | 1 – 0                                                                  | Nigeria                                                                | Amichevole                                                             | -                                                                      |                                                                        |
| 23-6-2019                                                              | Il Cairo                                                               | Senegal                                                                | 2 – 0                                                                  | Tanzania                                                               | Coppa d'Africa 2019 - 1º turno                                         | -                                                                      |                                                                        |
| 27-6-2019                                                              | Il Cairo                                                               | Senegal                                                                | 0 – 1                                                                  | Algeria                                                                | Coppa d'Africa 2019 - 1º turno                                         | -1                                                                     |                                                                        |
| 1-7-2019                                                               | Il Cairo                                                               | Kenya                                                                  | 0 – 3                                                                  | Senegal                                                                | Coppa d'Africa 2019 - 1º turno                                         | -                                                                      |                                                                        |
| 13-11-2019                                                             | Thiès                                                                  | Senegal                                                                | 2 – 0                                                                  | Rep. del Congo                                                         | Qual. Coppa d'Africa 2021                                              | -                                                                      |                                                                        |
| 17-11-2019                                                             | Manzini                                                                | eSwatini                                                               | 1 – 4                                                                  | Senegal                                                                | Qual. Coppa d'Africa 2021                                              | -1                                                                     |                                                                        |
| 11-11-2020                                                             | Thiès                                                                  | Senegal                                                                | 2 – 0                                                                  | Guinea-Bissau                                                          | Qual. Coppa d'Africa 2021                                              | -                                                                      |                                                                        |
| 15-11-2020                                                             | Bissau                                                                 | Guinea-Bissau                                                          | 0 – 1                                                                  | Senegal                                                                | Qual. Coppa d'Africa 2021                                              | -                                                                      |                                                                        |
| 8-6-2021                                                               | Thiès                                                                  | Senegal                                                                | 2 – 0                                                                  | Capo Verde                                                             | Amichevole                                                             | -                                                                      |                                                                        |
| 1-9-2021                                                               | Thiès                                                                  | Senegal                                                                | 2 – 0                                                                  | Togo                                                                   | Qual. Mondiali 2022                                                    | -                                                                      |                                                                        |
| 7-9-2021                                                               | Brazzaville                                                            | Rep. del Congo                                                         | 1 – 3                                                                  | Senegal                                                                | Qual. Mondiali 2022                                                    | -1                                                                     |                                                                        |
| 9-10-2021                                                              | Thiès                                                                  | Senegal                                                                | 4 – 1                                                                  | Namibia                                                                | Qual. Mondiali 2022                                                    | -1                                                                     |                                                                        |
| 12-10-2021                                                             | Johannesburg                                                           | Namibia                                                                | 1 – 3                                                                  | Senegal                                                                | Qual. Mondiali 2022                                                    | -1                                                                     |                                                                        |
| 11-11-2021                                                             | Lomé                                                                   | Togo                                                                   | 1 – 1                                                                  | Senegal                                                                | Qual. Mondiali 2022                                                    | -1                                                                     |                                                                        |
| 18-1-2022                                                              | Bafoussam                                                              | Malawi                                                                 | 0 – 0                                                                  | Senegal                                                                | Coppa d'Africa 2021 - 1º turno                                         | -                                                                      |                                                                        |
| 25-1-2022                                                              | Bafoussam                                                              | Senegal                                                                | 2 – 0                                                                  | Capo Verde                                                             | Coppa d'Africa 2021 - Ottavi di finale                                 | -                                                                      |                                                                        |
| 30-1-2022                                                              | Yaoundé                                                                | Senegal                                                                | 3 – 1                                                                  | Guinea Equatoriale                                                     | Coppa d'Africa 2021 - Quarti di finale                                 | -1                                                                     |                                                                        |
| 2-2-2022                                                               | Yaoundé                                                                | Burkina Faso                                                           | 1 – 3                                                                  | Senegal                                                                | Coppa d'Africa 2021 - Semifinale                                       | -1                                                                     |                                                                        |
| 6-2-2022                                                               | Yaoundé                                                                | Senegal                                                                | 0 – 0 dts (4 – 2 dtr)                                                  | Egitto                                                                 | Coppa d'Africa 2021 - Finale                                           | -                                                                      |                                                                        |
| 25-3-2022                                                              | Il Cairo                                                               | Egitto                                                                 | 1 – 0                                                                  | Senegal                                                                | Qual. Mondiali 2022                                                    | -1                                                                     |                                                                        |
| 29-3-2022                                                              | Dakar                                                                  | Senegal                                                                | 1 – 0 dts (3 – 1 dtr)                                                  | Egitto                                                                 | Qual. Mondiali 2022                                                    | -                                                                      |                                                                        |
| 4-6-2022                                                               | Diamniadio                                                             | Senegal                                                                | 3 – 1                                                                  | Benin                                                                  | Qual. Coppa d'Africa 2023                                              | -1                                                                     |                                                                        |
| 7-6-2022                                                               | Kigali                                                                 | Ruanda                                                                 | 0 – 1                                                                  | Senegal                                                                | Qual. Coppa d'Africa 2023                                              | -                                                                      |                                                                        |
| 21-11-2022                                                             | Doha                                                                   | Senegal                                                                | 0 – 2                                                                  | Paesi Bassi                                                            | Mondiali 2022 - 1º turno                                               | -2                                                                     |                                                                        |
| 25-11-2022                                                             | Doha                                                                   | Qatar                                                                  | 1 – 3                                                                  | Senegal                                                                | Mondiali 2022 - 1º turno                                               | -1                                                                     |                                                                        |
| 29-11-2022                                                             | Al Rayyan                                                              | Ecuador                                                                | 1 – 2                                                                  | Senegal                                                                | Mondiali 2022 - 1º turno                                               | -2                                                                     |                                                                        |
| 4-12-2022                                                              | Al Khor                                                                | Inghilterra                                                            | 3 – 0                                                                  | Senegal                                                                | Mondiali 2022 - Ottavi di finale                                       | -3                                                                     |                                                                        |
| 12-9-2023                                                              | Dakar                                                                  | Senegal                                                                | 0 – 1                                                                  | Algeria                                                                | Amichevole                                                             | -1                                                                     |                                                                        |
| 16-10-2023                                                             | Lens                                                                   | Senegal                                                                | 1 – 0                                                                  | Camerun                                                                | Amichevole                                                             | -                                                                      |                                                                        |
| 18-11-2023                                                             | Diamniadio                                                             | Senegal                                                                | 4 – 0                                                                  | Sudan del Sud                                                          | Qual. Mondiali 2026                                                    | -                                                                      |                                                                        |
| 21-11-2023                                                             | Lomé                                                                   | Togo                                                                   | 0 – 0                                                                  | Senegal                                                                | Qual. Mondiali 2026                                                    | -                                                                      |                                                                        |
| 8-1-2024                                                               | Diamniadio                                                             | Senegal                                                                | 1 – 0                                                                  | Niger                                                                  | Amichevole                                                             | -                                                                      | 46’                                                                    |
| 15-1-2024                                                              | Yamoussoukro                                                           | Senegal                                                                | 3 – 0                                                                  | Gambia                                                                 | Coppa d'Africa 2023 - 1º turno                                         | -                                                                      |                                                                        |
| 19-1-2024                                                              | Yamoussoukro                                                           | Senegal                                                                | 3 – 1                                                                  | Camerun                                                                | Coppa d'Africa 2023 - 1º turno                                         | -1                                                                     |                                                                        |
| 23-1-2024                                                              | Yamoussoukro                                                           | Guinea                                                                 | 0 – 2                                                                  | Senegal                                                                | Coppa d'Africa 2023 - 1º turno                                         | -                                                                      |                                                                        |
| 29-1-2024                                                              | Yamoussoukro                                                           | Senegal                                                                | 1 – 1 dts (4 - 5 dtr)                                                  | Costa d'Avorio                                                         | Coppa d'Africa 2023 - Ottavi di finale                                 | -1                                                                     |                                                                        |
| 6-6-2024                                                               | Diamniadio                                                             | Senegal                                                                | 1 – 1                                                                  | RD del Congo                                                           | Qual. Mondiali 2026                                                    | -1                                                                     |                                                                        |
| 9-6-2024                                                               | Nouakchott                                                             | Mauritania                                                             | 0 – 1                                                                  | Senegal                                                                | Qual. Mondiali 2026                                                    | -                                                                      | 90+7’                                                                  |
| 9-9-2024                                                               | Lilongwe                                                               | Burundi                                                                | 0 – 1                                                                  | Senegal                                                                | Qual. Coppa d'Africa 2025                                              | -                                                                      |                                                                        |
| 14-11-2024                                                             | Bamako                                                                 | Burkina Faso                                                           | 0 – 1                                                                  | Senegal                                                                | Qual. Coppa d'Africa 2025                                              | -                                                                      |                                                                        |
| 19-11-2024                                                             | Dakar                                                                  | Senegal                                                                | 2 – 0                                                                  | Burundi                                                                | Qual. Coppa d'Africa 2025                                              | -                                                                      |                                                                        |
| 22-3-2025                                                              | Bengasi                                                                | Sudan                                                                  | 0 – 0                                                                  | Senegal                                                                | Qual. Mondiali 2026                                                    | -                                                                      |                                                                        |
| 25-3-2025                                                              | Dakar                                                                  | Senegal                                                                | 2 – 0                                                                  | Togo                                                                   | Qual. Mondiali 2026                                                    | -                                                                      |                                                                        |
| 10-6-2025                                                              | West Bridgford                                                         | Inghilterra                                                            | 1 – 3                                                                  | Senegal                                                                | Amichevole                                                             | -1                                                                     |                                                                        |
| Totale                                                                 |                                                                        | Presenze                                                               | 46                                                                     |                                                                        | Reti                                                                   | -23                                                                    |                                                                        |

## Palmarès

### Club

#### Competizioni nazionali
- Ligue 2: 1

Stade Reims: 2017-2018

#### Competizioni internazionali
- UEFA Champions League: 1

Chelsea: 2020-2021
- Supercoppa UEFA: 1

Chelsea: 2021
- Coppa del mondo per club: 1

Chelsea: 2021
- AFC Champions League Elite: 1

Al-Ahli: 2024-2025

### Nazionale
- Coppa d'Africa: 1

Camerun 2021

### Individuale
- Squadra della stagione della UEFA Champions League: 1

2020-2021
- UEFA Club Football Awards: 1

Miglior portiere: 2020-2021
- The Best FIFA Goalkeeper: 1

2021
- Miglior portiere della Coppa d'Africa: 1

Camerun 2021